# Martell (Wisconsin)
Martell es un pueblo ubicado en el condado de Pierce en el estado estadounidense de Wisconsin. En el Censo de 2010 tenía una población de 1.185 habitantes y una densidad poblacional de 12,76 personas por km².

## Geografía
Martell se encuentra ubicado en las coordenadas 44°48′59″N 92°25′44″O / 44.81639, -92.42889. Según la Oficina del Censo de los Estados Unidos, Martell tiene una superficie total de 92.84 km², de la cual 92.61 km² corresponden a tierra firme y (0.24%) 0.22 km² es agua.

## Demografía
Según el censo de 2010, había 1.185 personas residiendo en Martell. La densidad de población era de 12,76 hab./km². De los 1.185 habitantes, Martell estaba compuesto por el 97.47% blancos, el 0.34% eran afroamericanos, el 0.34% eran amerindios, el 0.08% eran asiáticos, el 0% eran isleños del Pacífico, el 0.59% eran de otras razas y el 1.18% pertenecían a dos o más razas. Del total de la población el 0.93% eran hispanos o latinos de cualquier raza.